# Cis curtepubens
Cis curtepubens es una especie de coleóptero de la familia Ciidae.

## Distribución geográfica
Habita en Argentina.